# Praktrosenfink
Praktrosenfink (Carpodacus pulcherrimus) är en bergslevande asiatiska fågel i familjen finkar inom ordningen tättingar. Den är närbesläktad ned ametistrosenfinken (C. davidianus) och vissa behandlar dem som en och samma art.

## Utseende
Praktrosenfinken är en medelstor (13-15 cm), slank rosenfink med något kluven lång stjärt. Hanen är blekt lilarosa på ögonbrynsstreck, övergump och undersida. Ovansidan är gråbrun och kraftigt streckat. Honan har ett svagt ögonbrynsstreck och kraftigt streckad vitaktig undersida. Hanen av underarten argyrophrys har längre vingar och är mer bjärt vinröd med ljusare streck på ovansidan.

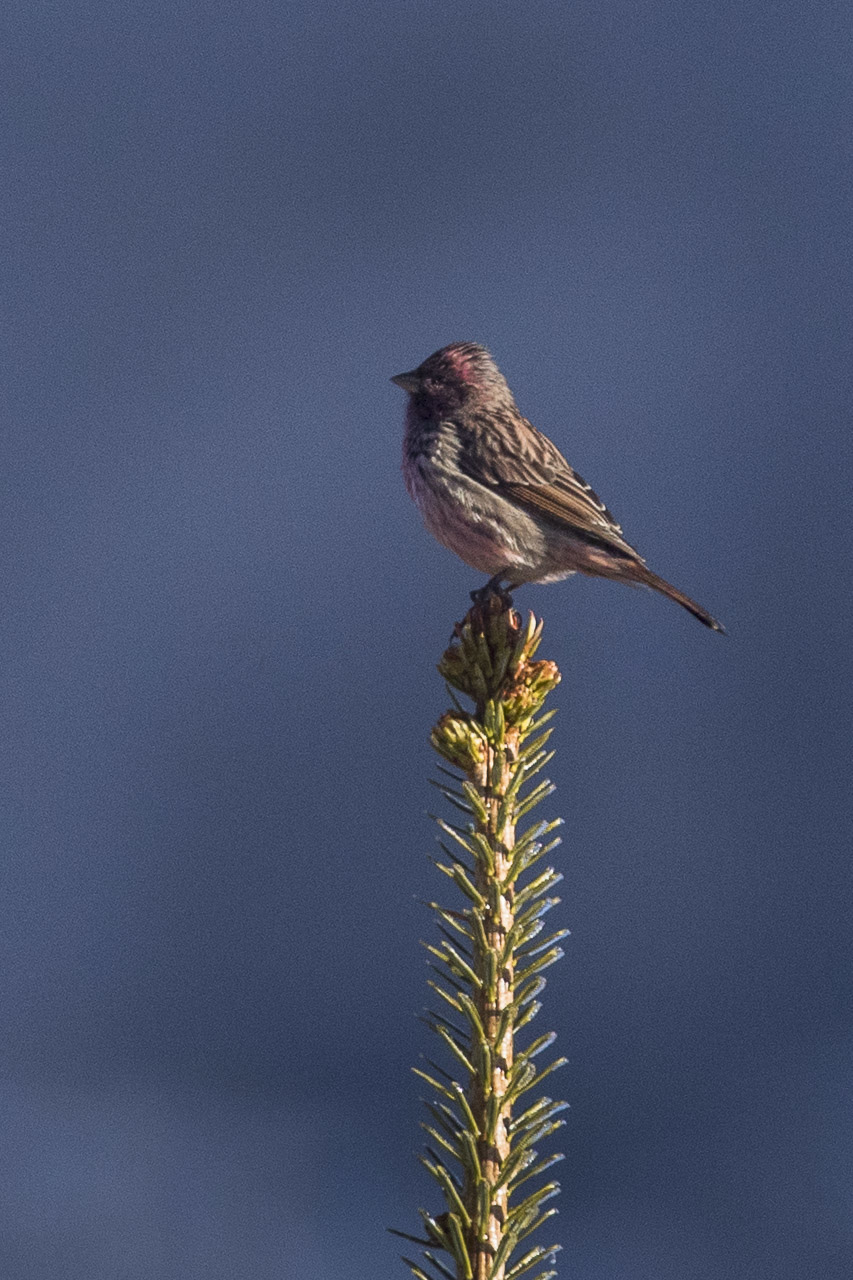

Den närbesläktade aurorarosenfinken är något större, med ljusare sandbrun och mörkare finstreckad ovansida, brunare vingar med breda ljusa kanter och hos hanen mer bjärt rödrosa ögonbrynsstreck och undersida. Ametistrosenfinken har tvärt avskuren stjärt, ej kluven. Hanen har djupare rödrosa på panna och ansikte och mer utbrett rosa på undersidan. Ögonbrynsstrecket är vidare längre och bredare och kontrasterar tydligare mot den bruna hjässan.

## Läten
Bland lätena hörs gråsparvslika kvitter och drillar påminnande om stjärtmes. Ametistrosenfinken har vassare och mer metalliska kontaktläten.

## Utbredning och systematik
Praktrosenfink delas upp i två underarter med följande utbredning:
- Carpodacus pulcherrimus pulcherrimus – förekommer i Himalaya (från Himachal Pradesh till Nepal, Bhutan och sydöstra Tibet)
- Carpodacus pulcherrimus argyrophrys – förekommer i västra Kina (Xinjiang, Qinghai, Gansu och västra Sichuan)

Systematiken kring denna art samt dess närmaste släktingar aurorarosenfink (Carpodacus waltoni, tidigare C. eos) och ametistrosenfink (C. davidianus) är komplicerad och omtvistad. Taxonet waltoni kategoriserades tidigare som underart till pulcherrimus, men har visat sig vara nära släkt med aurorarosenfinken och inkluderas numera i denna som av prioritetsskäl byter namn från C. eos till C. waltoni. Ametistrosenfinken behandlades tidigare som underart till praktrosenfinken, och vissa gör det fortfarande.

## Levnadssätt
Praktrosenfinken häckar i höglänta buskmarker mellan 3600 och 4650 meters höjd. Vintertid rör den sig till lägre nivåer och påträffas på busktäckta sluttningar samt i buskrik jordbruksmark. Fågeln livnär sig på olika sorters små frön och knoppar. Den häckar mellan juni och september och bygger ett skålformat bo lågt i en buske.

## Status och hot
Arten har ett stort utbredningsområde och en stor population med stabil utveckling och tros inte vara utsatt för något substantiellt hot. Utifrån dessa kriterier kategoriserar internationella naturvårdsunionen IUCN arten som livskraftig (LC), som dock även inkluderar ametistrosenfinken i bedömningen. Världspopulationen har inte uppskattats men den beskrivs som vanlig i större delen av utbredningsområdet.